# Eishockey-Weltmeisterschaft der Frauen
Die Eishockey-Weltmeisterschaft der Frauen wird seit 1990 von der Internationalen Eishockey-Föderation (IIHF) veranstaltet. Von den 23 Turnieren (Stand 2024) gewann Kanada dreizehn, die USA zehn.

## Geschichte
Als Vorläufer der Weltmeisterschaft gilt das 1987 ausgetragene Fraueneishockey-Weltturnier. Während des Turniers verabredeten die teilnehmenden Nationen eine Strategie, die IIHF zur Austragung einer Frauen-Weltmeisterschaft zu bewegen.
Für das erste Turnier 1990 qualifizierten sich die fünf besten Mannschaften der im Vorjahr erstmals ausgetragenen Eishockey-Europameisterschaft der Frauen, dazu kamen die nordamerikanischen Nationen Kanada und USA sowie Japan als Asienvertreter. Im ersten WM-Finale besiegte Kanada die USA vor 9.000 Zuschauern. Die nächsten Turniere fanden 1992 und 1994, jeweils abwechselnd mit der Europameisterschaft, die weiterhin als Qualifikationsturnier diente. 1995 und 1996 gab es neben der Europameisterschaft auch eine Eishockeymeisterschaft des Pazifiks für die amerikanischen und ostasiatischen Verbände. Diese dienten auch als Qualifikation für die vierte Weltmeisterschaft 1997.
Nach dem ersten Fraueneishockeyturnier bei Olympischen Spielen 1998 stellte die IIHF die Weltmeisterschaft auf einen jährlichen Rhythmus um. Ausnahme bilden die Jahre der Olympischen Winterspiele. 2003 fiel die Weltmeisterschaft wegen einer SARS-Epidemie im Gastgeberland China kurzfristig aus.
Bis 2004 wurden alle Weltmeisterschaften von Kanada gewonnen. 2005 wurden die USA erstmals Weltmeister. Aktueller Titelträger (2024) ist Kanada, die im Finale Titelverteidiger USA besiegten.
Seit dem Jahr 2008 werden auch Weltmeisterschaften für Frauen unter 18 Jahren (U18) ausgetragen.
Nach der Absage der WM 2020 aufgrund der Covid-19-Pandemie mussten auch die Turniere der unteren Divisionen 2021 abgesagt werden. Das Turnier der Top-Division wurde wenige Tage vor Turnierbeginn abgesagt und später auf August 2021 verschoben – erstmals wird die WM damit im Sommer entschieden. Während des IIHF-Kongresses 2021 beschloss die IIHF, künftig auch in den Olympiajahren Turniere der Top-Division durchzuführen und auch dabei jeweils auf den August auszuweichen. Diese Regelung fand erstmals im Olympiajahr 2022 Anwendung, als die Weltmeisterschaft von Ende August bis Anfang September ausgetragen wurde.

## Modus
Von 1990 bis 2003 sowie 2005 und 2006 spielten acht Nationen in zwei Gruppen in der A-Weltmeisterschaft. Die beiden besten jeder Gruppe qualifizierten sich für das Halbfinale. Auf Grund des Ausfalls des Turniers 2003 wurde 2004 mit neun Teilnehmern in drei Gruppen gespielt. Die Gruppensieger qualifizierten sich für die Endrunde und die zwei besten dieser Endrunde spielten ein Finale. Dieser Modus wurde für die Turniere 2007 bis 2009 erneut angewandt. 2011 wurde wieder auf acht Mannschaften reduziert. Ab 2012 erfolgte die Einteilung der Nationen in eine stärkere (Gruppe A) und eine schwächere Gruppe (B). Die Mannschaften der Plätze 3 und 4 der Gruppe A trafen im Viertelfinale auf die Mannschaften der Plätze 1 und 2 der Gruppe B. Platz 1 und 2 der Gruppe A waren fürs Halbfinale qualifiziert.
2019 wurde das Turnier der Top-Division auf zehn Mannschaften erweitert. Weiterhin erfolgt die Einteilung der Gruppen in eine stärkere und eine schwächere Gruppe. Die fünf Mannschaften der Gruppe A sind direkt für das Viertelfinale qualifiziert. Aus der Gruppe B qualifizieren sich drei Mannschaften für das Viertelfinale. Die restlichen beiden Nationen spielen einen Absteiger aus.
Ab 1999 wurde neben der (A-)Weltmeisterschaft eine B-Weltmeisterschaft für schwächere Nationen gespielt. Der B-Weltmeister qualifizierte sich für die A-Weltmeisterschaft des Folgejahres. Die B-Weltmeisterschaft wurde 2001 in Division I umbenannt, die A-Weltmeisterschaft wird nun als Top-Division bezeichnet. Ab 2003 wurden sukzessive weitere Divisionen mit Auf- und Abstieg zwischen den Divisionen eingeführt. Jede Division spielte mit sechs Mannschaften, zusätzlich gab es in der Regel ein Qualifikationsturnier für die unterste Division. Seit 2012 sind in jeder Division zwölf Mannschaften, die jedoch nach stärkemäßig in zwei Gruppen mit je sechs Mannschaften eingeteilt sind. So steigt zum Beispiel der Sieger der Division I Gruppe B in die Division I Gruppe A auf, der Letzte der Division I Gruppe B steigt in die Division II Gruppe A ab.
Die Anzahl der teilnehmenden Nationen stieg über die Jahre immer mehr an. 2020 waren 40 Nationen für die Turniere der Weltmeisterschaft gemeldet, erstmals (nach dem neuen System) war eine Division III geplant.

## Medaillenspiegel
(nach 24 Turnieren)
| Rang | Land       | Goldmedaillen | Silbermedaillen | Bronzemedaillen | Gesamt |
| ---- | ---------- | ------------- | --------------- | --------------- | ------ |
| 1    | Kanada     | 13            | 10              | 1               | 24     |
| 2    | USA        | 11            | 13              | –               | 24     |
| 3    | Finnland   | –             | 1               | 15              | 16     |
| 4    | Russland   | –             | –               | 3               | 3      |
| 5    | Schweden   | –             | –               | 2               | 2      |
| 5    | Tschechien | –             | –               | 2               | 2      |
| 7    | Schweiz    | –             | –               | 1               | 1      |

## Turniere im Überblick
| Jahr | Gastgeber                                                     | Finalstände                                                   | Finalstände                                                   | Finalstände                                                   | Finalstände |
| Jahr | Gastgeber                                                     | Weltmeister                                                   | 2. Platz                                                      | 3. Platz                                                      |             |
| ---- | ------------------------------------------------------------- | ------------------------------------------------------------- | ------------------------------------------------------------- | ------------------------------------------------------------- | ----------- |
| 1990 | Ottawa (Kanada)                                               | Kanada                                                        | USA                                                           | Finnland                                                      |             |
| 1992 | Tampere (Finnland)                                            | Kanada                                                        | USA                                                           | Finnland                                                      |             |
| 1994 | Lake Placid (USA)                                             | Kanada                                                        | USA                                                           | Finnland                                                      |             |
| 1997 | Kitchener, Mississauga u. a. (Kanada)                         | Kanada                                                        | USA                                                           | Finnland                                                      |             |
| 1999 | Espoo, Vantaa (Finnland)                                      | Kanada                                                        | USA                                                           | Finnland                                                      |             |
| 2000 | Mississauga, Kitchener u. a. (Kanada)                         | Kanada                                                        | USA                                                           | Finnland                                                      |             |
| 2001 | Minneapolis, St. Paul (USA)                                   | Kanada                                                        | USA                                                           | Russland                                                      |             |
| 2003 | Peking (China)                                                | Turnier der Top-Division wegen SARS-Epidemie abgesagt         | Turnier der Top-Division wegen SARS-Epidemie abgesagt         | Turnier der Top-Division wegen SARS-Epidemie abgesagt         |             |
| 2004 | Halifax, Dartmouth (Kanada)                                   | Kanada                                                        | USA                                                           | Finnland                                                      |             |
| 2005 | Linköping, Norrköping (Schweden)                              | USA                                                           | Kanada                                                        | Schweden                                                      |             |
| 2007 | Winnipeg, Selkirk (Kanada)                                    | Kanada                                                        | USA                                                           | Schweden                                                      |             |
| 2008 | Harbin (China)                                                | USA                                                           | Kanada                                                        | Finnland                                                      |             |
| 2009 | Hämeenlinna (Finnland)                                        | USA                                                           | Kanada                                                        | Finnland                                                      |             |
| 2011 | Zürich, Winterthur (Schweiz)                                  | USA                                                           | Kanada                                                        | Finnland                                                      |             |
| 2012 | Burlington (USA)                                              | Kanada                                                        | USA                                                           | Schweiz                                                       |             |
| 2013 | Ottawa (Kanada)                                               | USA                                                           | Kanada                                                        | Russland                                                      |             |
| 2014 | aufgrund der Olympischen Spiele kein Turnier der Top-Division | aufgrund der Olympischen Spiele kein Turnier der Top-Division | aufgrund der Olympischen Spiele kein Turnier der Top-Division | aufgrund der Olympischen Spiele kein Turnier der Top-Division |             |
| 2015 | Malmö (Schweden)                                              | USA                                                           | Kanada                                                        | Finnland                                                      |             |
| 2016 | Kamloops (Kanada)                                             | USA                                                           | Kanada                                                        | Russland                                                      |             |
| 2017 | Plymouth (USA)                                                | USA                                                           | Kanada                                                        | Finnland                                                      |             |
| 2018 | aufgrund der Olympischen Spiele kein Turnier der Top-Division | aufgrund der Olympischen Spiele kein Turnier der Top-Division | aufgrund der Olympischen Spiele kein Turnier der Top-Division | aufgrund der Olympischen Spiele kein Turnier der Top-Division |             |
| 2019 | Espoo (Finnland)                                              | USA                                                           | Finnland                                                      | Kanada                                                        |             |
| 2020 | Halifax, Truro (Kanada)                                       | Turnier der Top-Division wegen COVID-19-Pandemie abgesagt     | Turnier der Top-Division wegen COVID-19-Pandemie abgesagt     | Turnier der Top-Division wegen COVID-19-Pandemie abgesagt     |             |
| 2021 | Calgary (Kanada)                                              | Kanada                                                        | USA                                                           | Finnland                                                      |             |
| 2022 | Herning, Frederikshavn (Dänemark)                             | Kanada                                                        | USA                                                           | Tschechien                                                    |             |
| 2023 | Brampton (Kanada)                                             | USA                                                           | Kanada                                                        | Tschechien                                                    |             |
| 2024 | Utica (USA)                                                   | Kanada                                                        | USA                                                           | Finnland                                                      |             |
| 2025 | Budweis (Tschechien)                                          | USA                                                           | Kanada                                                        | Finnland                                                      |             |
| 2026 |                                                               |                                                               |                                                               |                                                               |             |
| 2027 | (Kanada)                                                      |                                                               |                                                               |                                                               |             |

## Platzierungen
Platzierungen der Teilnehmer der Top-Division der Weltmeisterschaft sowie der Olympiaturniere (kursiv).
|                     | 19 90 | 19 92 | 19 94 | 19 97 | 19 98 | 19 99 | 20 00 | 20 01 | 20 02 | 20 04 | 20 05 | 20 06 | 20 07 | 20 08 | 20 09 | 20 10 | 20 11 | 20 12 | 20 13 | 20 14 | 20 15 | 20 16 | 20 17 | 20 18 | 20 19 | 20 21 | 20 22 | 20 22 | 20 23 | 20 24 |
| ------------------- | ----- | ----- | ----- | ----- | ----- | ----- | ----- | ----- | ----- | ----- | ----- | ----- | ----- | ----- | ----- | ----- | ----- | ----- | ----- | ----- | ----- | ----- | ----- | ----- | ----- | ----- | ----- | ----- | ----- | ----- |
| Volksrepublik China |       | 5.    | 4.    | 4.    | 4.    | 5.    | 6.    | 6.    | 7.    | 7.    | 6.    |       | 6.    | 8.    | 9.    | 7.    |       |       |       |       |       |       |       |       |       |       | 9.    |       |       | 9.    |
| Dänemark            |       | 7.    |       |       |       |       |       |       |       |       |       |       |       |       |       |       |       |       |       |       |       |       |       |       |       | 10.   | 10.   | 10.   |       | 10.   |
| Deutschland         | 7.    |       | 8.    |       |       | 7.    | 7.    | 5.    | 6.    | 6.    | 5.    | 5.    | 7.    | 9.    |       |       |       | 7.    | 5.    | 6.    | 8.    |       | 4.    |       | 7.    | 8.    |       | 9.    | 8.    | 6.    |
| Finnland            | 3.    | 3.    | 3.    | 3.    | 3.    | 3.    | 3.    | 4.    | 4.    | 3.    | 4.    | 4.    | 4.    | 3.    | 3.    | 3.    | 3.    | 4.    | 4.    | 5.    | 3.    | 4.    | 3.    | 3.    | 2.    | 3.    | 3.    | 6.    | 5.    | 3.    |
| Frankreich          |       |       |       |       |       |       |       |       |       |       |       |       |       |       |       |       |       |       |       |       |       |       |       |       | 10.   |       |       |       | 10.   |       |
| Italien             |       |       |       |       |       |       |       |       |       |       |       | 8.    |       |       |       |       |       |       |       |       |       |       |       |       |       |       |       |       |       |       |
| Japan               | 8.    |       |       |       | 6.    | 9.    | 8.    |       |       | 9.    |       |       |       | 7.    | 8.    |       |       |       |       | 7.    | 7.    | 8.    |       | 6.    | 8.    | 6.    | 6.    | 5.    | 7.    | 8.    |
| Kanada              | 1.    | 1.    | 1.    | 1.    | 2.    | 1.    | 1.    | 1.    | 1.    | 1.    | 2.    | 1.    | 1.    | 2.    | 2.    | 1.    | 2.    | 1.    | 2.    | 1.    | 2.    | 2.    | 2.    | 2.    | 3.    | 1.    | 1.    | 1.    | 2.    | 1.    |
| Kasachstan          |       |       |       |       |       |       |       | 8.    | 8.    |       | 7.    |       | 8.    |       | 6.    |       | 8.    |       |       |       |       |       |       |       |       |       |       |       |       |       |
| Korea               |       |       |       |       |       |       |       |       |       |       |       |       |       |       |       |       |       |       |       |       |       |       |       | 8.    |       |       |       |       |       |       |
| Norwegen            | 6.    | 6.    | 6.    | 8.    |       |       |       |       |       |       |       |       |       |       |       |       |       |       |       |       |       |       |       |       |       |       |       |       |       |       |
| Russland *          |       |       |       | 6.    |       | 6.    | 5.    | 3.    | 5.    | 5.    | 8.    | 6.    |       | 6.    | 5.    | 6.    | 4.    | 6.    | 3.    | DQ    | 4.    | 3.    | 5.    | 4.    | 4.    | 5.    | 5.    |       |       |       |
| Schweden            | 4.    | 4.    | 5.    | 5.    | 5.    | 4.    | 4.    | 7.    | 3.    | 4.    | 3.    | 2.    | 3.    | 5.    | 4.    | 4.    | 5.    | 5.    | 7.    | 4.    | 5.    | 5.    | 6.    | 7.    | 9.    |       | 8.    | 7.    | 6.    | 7.    |
| Schweiz             | 5.    | 8.    | 7.    | 7.    |       | 8.    |       |       |       | 8.    |       | 7.    | 5.    | 4.    | 7.    | 5.    | 6.    | 3.    | 6.    | 3.    | 6.    | 7.    | 7.    | 5.    | 5.    | 4.    | 4.    | 4.    | 4.    | 5.    |
| Slowakei            |       |       |       |       |       |       |       |       |       |       |       |       |       |       |       | 8.    | 7.    | 8.    |       |       |       |       |       |       |       |       |       |       |       |       |
| Tschechien          |       |       |       |       |       |       |       |       |       |       |       |       |       |       |       |       |       |       | 8.    |       |       | 6.    | 8.    |       | 6.    | 7.    | 7.    | 3.    | 3.    | 4.    |
| Ungarn              |       |       |       |       |       |       |       |       |       |       |       |       |       |       |       |       |       |       |       |       |       |       |       |       |       |       |       | 8.    | 9.    |       |
| USA                 | 2.    | 2.    | 2.    | 2.    | 1.    | 2.    | 2.    | 2.    | 2.    | 2.    | 1.    | 3.    | 2.    | 1.    | 1.    | 2.    | 1.    | 2.    | 1.    | 2.    | 1.    | 1.    | 1.    | 1.    | 1.    | 2.    | 2.    | 2.    | 1.    | 2.    |

## Turniere der Divisionen und der B-Weltmeisterschaft
| 1999           | Colmar (Frankreich)      | Japan               | Székesfehérvár (Ungarn) Pjöngjang (Nordkorea), Almaty (Kasachstan) | Italien Kasachstan   |                                    |                |                           |                |                             |                             |                        |                |
| 2000           | Riga, Liepāja (Lettland) | Kasachstan          | Dunaújváros, Székesfehérvár (Ungarn)                               | Nordkorea            |                                    |                |                           |                |                             |                             |                        |                |
|                | Division I               | Division I          | Division II                                                        | Division II          | Division III                       | Division III   | Division IV               | Division IV    | Division V                  | Division V                  |                        |                |
| Austragungsort | Sieger                   | Austragungsort      | Sieger                                                             | Austragungsort       | Sieger                             | Austragungsort | Sieger                    | Austragungsort | Sieger                      |                             |                        |                |
| 2001           | Briançon (Frankreich)    | Schweiz             | Qualifikation: Bukarest (Rumänien) Maribor (Slowenien)             | Niederlande Slowakei |                                    |                |                           |                |                             |                             |                        |                |
| 2003           | Ventspils (Lettland)     | Japan               | Lecco (Italien)                                                    | Norwegen             | Maribor (Slowenien)                | Australien     |                           |                |                             |                             |                        |                |
| 2004           | Ventspils (Lettland)     | Kasachstan          | Sterzing (Italien)                                                 | Dänemark             | Maribor (Slowenien)                | Österreich     |                           |                |                             |                             |                        |                |
| 2005           | Romanshorn (Schweiz)     | Schweiz             | Asiago (Italien)                                                   | Norwegen             | Kapstadt (Südafrika)               | Slowenien      | Dunedin (Neuseeland)      | Südkorea       |                             |                             |                        |                |
| 2007           | Nikkō (Japan)            | Japan               | Pjöngjang (Nordkorea)                                              | Slowakei             | Sheffield (Vereinigtes Königreich) | Australien     | Miercurea Ciuc (Rumänien) | Kroatien       |                             |                             |                        |                |
| 2008           | Ventspils (Lettland)     | Kasachstan          | Vierumäki (Finnland)                                               | Österreich           | Miskolc (Ungarn)                   | Großbritannien | Miercurea Ciuc (Rumänien) | Island         |                             |                             |                        |                |
| 2009           | Graz (Österreich)        | Slowakei            | Torre Pellice (Italien)                                            | Lettland             |                                    |                |                           |                |                             |                             |                        |                |
| 2011           | Ravensburg (Deutschland) | Deutschland         | Caen (Frankreich)                                                  | Tschechien           | Newcastle (Australien)             | Niederlande    | Reykjavík (Island)        | Neuseeland     | Sofia (Bulgarien)           | Polen                       |                        |                |
|                | Division I A             | Division I A        | Division I B                                                       | Division I B         | Division II A                      | Division II A  | Division II B             | Division II B  | Division II B Qualifikation | Division II B Qualifikation |                        |                |
| Austragungsort | Sieger                   | Austragungsort      | Sieger                                                             | Austragungsort       | Sieger                             | Austragungsort | Sieger                    | Austragungsort | Sieger                      |                             |                        |                |
| 2012           | Ventspils (Lettland)     | Tschechien          | Kingston upon Hull (UK)                                            | Dänemark             | Maribor (Slowenien)                | Nordkorea      | Seoul (Südkorea)          | Polen          |                             |                             |                        |                |
| 2013           | Stavanger (Norwegen)     | Japan               | Straßburg (Frankreich)                                             | Frankreich           | Auckland (Neuseeland)              | Ungarn         | Puigcerdà (Spanien)       | Südkorea       | Izmir (Türkei)              | Türkei                      |                        |                |
| 2014           | Přerov (Tschechien)      | Tschechien          | Ventspils (Lettland)                                               | Lettland             | Dumfries (UK)                      | Italien        | Jaca (Spanien)            | Kroatien       | Mexiko-Stadt (Mexiko)       | Mexiko                      |                        |                |
| 2015           | Rouen (Frankreich)       | Tschechien          | Peking (China)                                                     | Slowakei             | Asiago (Italien)                   | Kasachstan     | Reykjavík (Island)        | Slowenien      | Kowloon (Hongkong)          | Türkei                      |                        |                |
| 2016           | Aalborg (Dänemark)       | Deutschland         | Asiago (Italien)                                                   | Ungarn               | Bled (Slowenien)                   | Polen          | Jaca (Spanien)            | Australien     | Sofia (Bulgarien)           | Rumänien                    |                        |                |
| 2017           | Graz (Österreich)        | Japan               | Katowice (Polen)                                                   | Slowakei             | Gangneung (Südkorea)               | Südkorea       | Akureyri (Island)         | Mexiko         | Taiwan)                     | Taiwan                      |                        |                |
| 2018           | Vaujany (Frankreich)     | Frankreich          | Asiago (Italien)                                                   | Italien              | Maribor (Slowenien)                | Niederlande    | Valdemoro (Spanien)       | Spanien        | Sofia (Bulgarien)           | Kroatien                    |                        |                |
| 2019           | Budapest (Ungarn)        | Ungarn              | Peking (China)                                                     | Niederlande          | Dumfries (UK)                      | Slowenien      | Brașov (Rumänien)         | Taiwan         | Kapstadt (Südafrika)        | Ukraine                     |                        |                |
|                | Division I A             | Division I A        | Division I B                                                       | Division I B         | Division II A                      | Division II A  | Division II B             | Division II B  | Division III                | Division III                |                        |                |
| Austragungsort | Sieger                   | Austragungsort      | Sieger                                                             | Austragungsort       | Sieger                             | Austragungsort | Sieger                    | Austragungsort | Sieger                      |                             |                        |                |
| 2020           | Angers (Frankreich)      | *                   | Katowice (Polen)                                                   | *                    | Jaca (Spanien)                     | *              | Akureyri (Island)         | Australien     | Sofia (Bulgarien)           | Südafrika                   |                        |                |
| 2021           | Angers (Frankreich)      |                     | Peking (VR China)                                                  |                      | Jaca (Spanien)                     |                | Zagreb (Kroatien)         |                | Kaunas (Litauen)            |                             |                        |                |
|                | Division I A             | Division I A        | Division I B                                                       | Division I B         | Division II A                      | Division II A  | Division II B             | Division II B  | Division III A              | Division III A              | Division III B         | Division III B |
| Austragungsort | Sieger                   | Austragungsort      | Sieger                                                             | Austragungsort       | Sieger                             | Austragungsort | Sieger                    | Austragungsort | Sieger                      | Austragungsort              | Sieger                 |                |
| 2022           | Angers (Frankreich)      | Frankreich          | Katowice (Polen)                                                   | Volksrepublik China  | Jaca (Spanien)                     | Großbritannien | Zagreb (Kroatien)         | Island         | Sofia (Bulgarien)           | Belgien                     | Belgrad (Serbien)      | Estland        |
| 2023           | Shenzhen (China)         | Volksrepublik China | Suwon (Südkorea)                                                   | Südkorea             | Mexiko-Stadt (Mexiko)              | Lettland       | Kapstadt (Südafrika)      | Belgien        | Brașov (Rumänien)           | Hongkong                    | Tnuvot (Israel)        | Serbien        |
| 2024           | Klagenfurt (Österreich)  | Norwegen            | Riga (Lettland)                                                    | Slowakei             | Canillo (Andorra)                  | Kasachstan     | Istanbul (Türkei)         | Nordkorea      | Zagreb (Kroatien)           | Ukraine                     | Kohtla-Järve (Estland) | Thailand       |
| 2025           | Shenzhen (China)         | Österreich          | Dumfries (UK)                                                      | Italien              | Bytom (Polen)                      | Spanien        | Dunedin (Neuseeland)      | Australien     | Belgrad (Serbien)           | Litauen                     | Sarajevo (Bosnien-H.)  | Bulgarien      |